# Robert Southwell
Pour les articles homonymes, voir Southwell (homonymie).
Saint Robert Southwell, né en fin d’année 1561 à Horsham St Faith (en), (Norfolk, Angleterre) et mort (exécuté) le 21 février 1595 à Londres (Angleterre) est un prêtre et poète jésuite anglais canonisé par l'Église catholique. Condamné pour trahison et exécuté par pendaison in odium fidei , il est considéré comme martyr pour la foi. Sa canonisation eut lieu le 25 octobre 1970. Il est commémoré le 21 février selon le Martyrologe romain, et le 4 mai avec l'ensemble des martyrs d'Angleterre et du pays de Galles.

## Famille et formation
Né cadet de huit enfants dans une famille aisée de tradition aristocratique et catholique, mais dont le père s’était adapté à la nouvelle religion, Robert est envoyé à 15 ans parfaire sa formation au collège des Anglais en exil, à Douai (dans les Pays-Bas méridionaux). Il y rencontre d’autres jeunes gens qui se préparent au sacerdoce et à une mission en Angleterre. Lui-même est attiré par les missions orientales (les Indes) et également par la vie cartusienne.

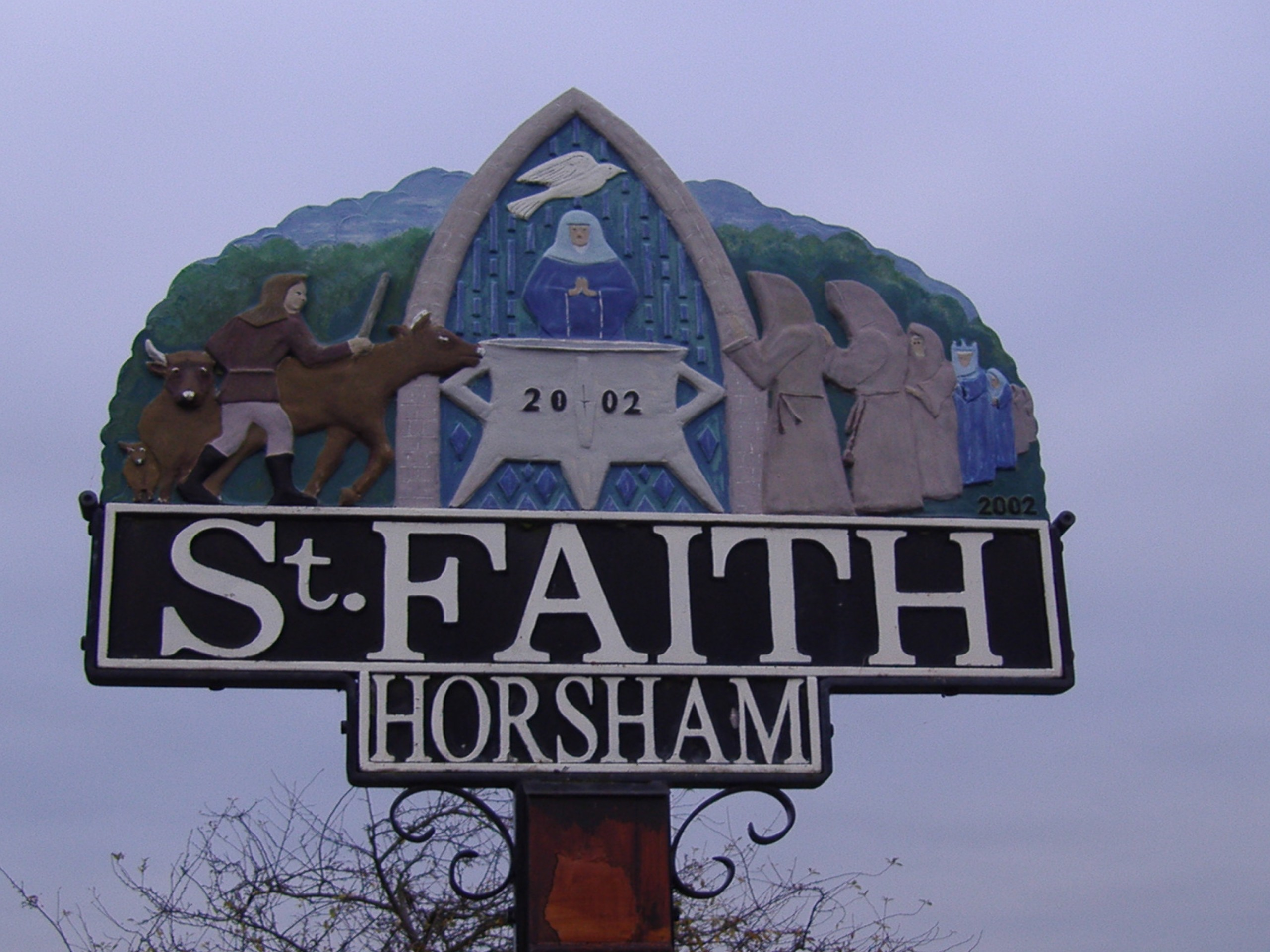
Lieu de naissance de Robert Southwell.

La situation étant peu sûre à Douai, il est envoyé au collège jésuite de Clermont, à Paris, où il rencontre Thomas Darbyshire (en), un jésuite anglais qui devient son guide spirituel. Il se lie d’amitié avec un camarade de Flandre, Jan Deckers. Avec lui, il sollicite son admission dans la Compagnie de Jésus (au début de 1578). La décision à son sujet est reportée. Déçu, Southwell se rend à pieds à Rome pour y faire une nouvelle demande auprès du supérieur général des jésuites. Il y est admis au noviciat de Saint André-du-Quirinal le 17 octobre 1578. Après son noviciat, il étudie au collège romain.

## Au collège anglais de Rome
Parallèlement à ses études, Southwell est tuteur au Collège anglais de Rome, que la Compagnie de Jésus vient d’ouvrir (1579). Lorsque Robert Persons, manquant d’hommes pour la périlleuse mission d’Angleterre, demande que Southwell lui soit envoyé, le supérieur général, Claudio Acquaviva, refuse, estimant qu’il est encore trop jeune : ses études ne sont pas terminées et les séminaristes anglais de Rome ont besoin de lui.
Southwell est ordonné prêtre à Rome en 1584. Il y reste encore deux ans comme préfet d’études au collège anglais Bède le Vénérable. À sa demande insistante, Soutwell est finalement destiné à la mission d’Angleterre (1586).

## Ministère clandestin en Angleterre

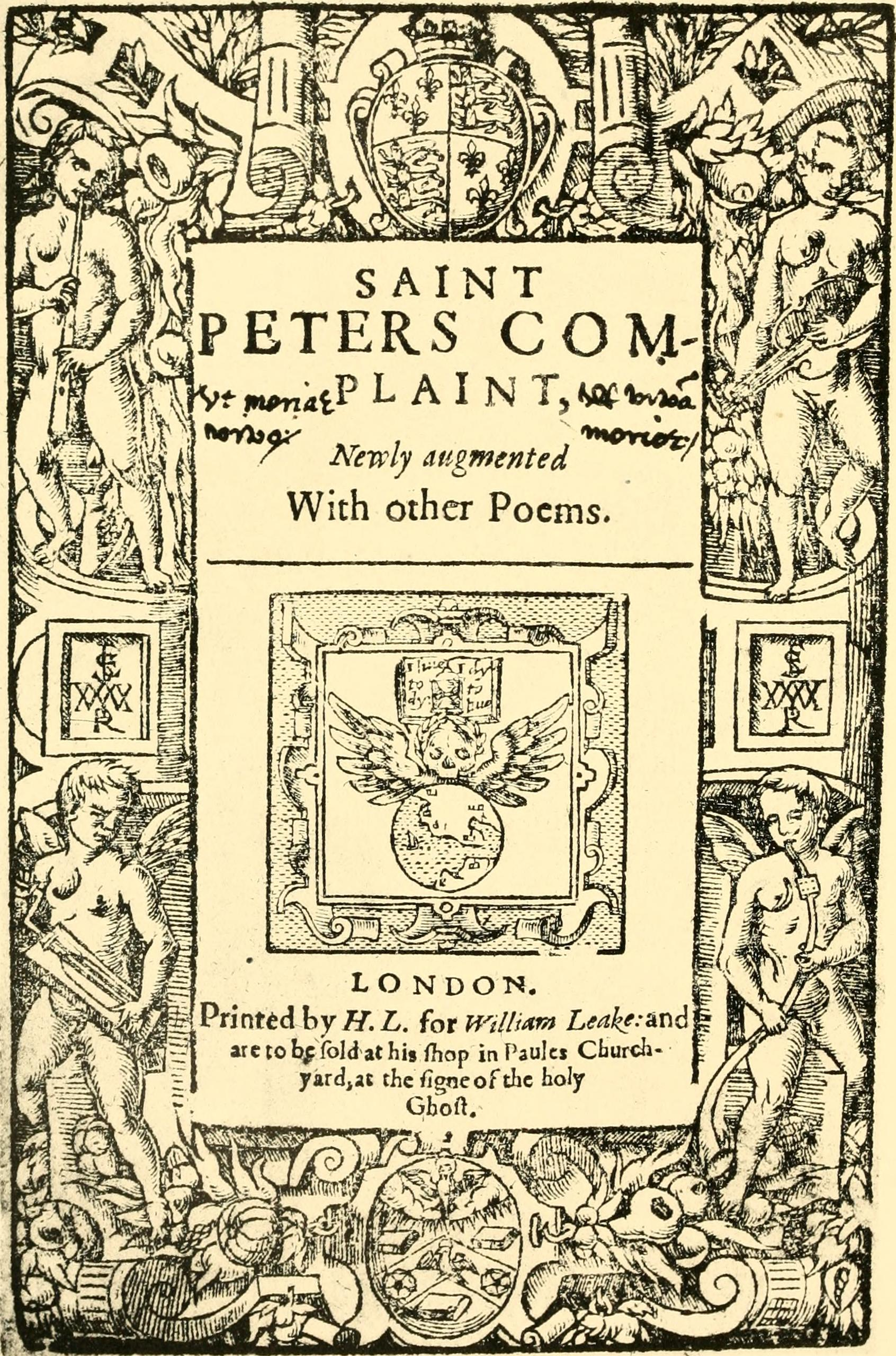
Parution complète des poèmes de Robert Southwell pour la première fois entièrement rassemblés et collationnés (1872).

Depuis 1584, une loi en Angleterre menace de peine de mort les catholiques qui reviennent au pays comme prêtres et y séjournent plus de quarante jours. Cela ne décourage pas Southwell qui le 7 juillet 1586, débarque dans son pays natal, à Folkestone. Henry Garnet l’accompagne. Deux jours plus tard, ils sont à Londres. Ils y sont chaleureusement accueillis par les catholiques qui craignaient avoir été abandonnés par les Jésuites. Le supérieur local William Weston (en) vient d’être arrêté (août 1586). Henry Garnet le remplace immédiatement.
Commencent alors des années très difficiles d’apostolat et de visites pastorales clandestines. Garnet circulant dans le pays, et Southwell restant plutôt à Londres et dans les environs, allant même jusqu'à visiter les prisons où se trouvent nombre de catholiques, envoyant des séminaristes sur le continent et recevant les jeunes prêtres arrivant du continent.
Durant deux ans (1589-1591), il se déplace sous différents noms et se cache chez Lady Ann Howard dont le mari est en prison. Les lettres de Southwell à Philip Howard, comte d’Arundel, catholique accusé de trahison et emprisonné à la tour de Londres, qui sont à la base du livre Epistle of Comfort, sont recopiées et circulent clandestinement.
Southwell a une bonne plume : ses écrits et poèmes, souvent retranscrits, se répandent anonymement dans le monde clandestin catholique. Même anonymes, ils exercent une influence sur la littérature contemporaine. Des imprimeurs s’en saisissent et les publient, toujours anonymement. Avec ses Méditations religieuses, aux accents poétiques et lyriques, il introduit un genre littéraire nouveau souvent imité après sa mort.

## Accusation de «trahison» et arrestation
Son talent littéraire évident, son origine aristocratique et sa personnalité cultivée et distinguée font que, bien que clandestin, Southwell jouit d’une grande popularité. Les agents du gouvernement cherchent à l’arrêter à tout prix. Pendant six ans, il échappe à leurs espions et hommes de main et devient une légende vivante.
Le « chasseur de prêtres » et tortionnaire Richard Topcliffe apprend que Southwell se trouve au domicile des Bellamy (une famille dont plusieurs membres sont déjà en prison) dans leur manoir d'Uxenden (en) dans les faubourgs de Londres (Harrow on the Hill). En juin 1592, Southwell est découvert et arrêté. Emmené dans la tour de Londres, il y est torturé et tenu incommunicado (« sans possibilité de communiquer ») durant plusieurs semaines. Les tortures sont telles que le père de Robert Southwell envoie une pétition à la reine Élisabeth Ire demandant que son fils soit immédiatement jugé - et mis à mort (si condamné) - ou qu’alors ses conditions de vie soient améliorées.
Southwell passe trois ans dans la sinistre prison de la tour de Londres. Il y est supplicié - dix sessions de tortures - sans jamais révéler le nom de ses « complices ». Il est transféré à la prison de Newgate où il est jugé. Southwell admet être prêtre catholique, mais « n’a jamais songé à organiser un complot contre la reine et le pays, encore moins y participer ». S’il est revenu dans son pays, dit-il, c’est dans le seul but : « d’administrer les sacrements de l’Église catholique à ceux qui le souhaitaient ». Il est condamné à mort pour haute trahison (20 février 1595).
Le jour suivant, il est porté à la colline de Tyburn. Debout sous le gibet, il fait le signe de la croix et récite un passage de la Lettre de saint Paul aux Romains. On l’autorise à parler à la foule. Il confirme être prêtre jésuite et prie pour le salut de la reine et de son pays. Comme la charrette est retirée de dessous ses pieds, il recommande son âme à Dieu : in manus tuas, Domine… (Ps 30 (31), 6 : entre tes mains, Seigneur, je remets mon esprit…). Lorsque sa tête est brandie devant la foule, personne ne crie « traître ! », comme le veut la tradition. Son corps sans vie est ensuite éviscéré et écartelé.
Robert Southwell est déclaré bienheureux par le pape Pie XI le 15 décembre 1929, et  canonisé le 25 octobre 1970 par Paul VI.

## Œuvres
- An Epistle of Confort, Londres, 1587.
- The triumph over death, Londres, 1595.
- A short rule of good life, Londres, 1596.
- An humble supplication to Her Majestie, Londres, 1600.
- Spiritual Exercises and Devotions of Blessed Robert Southwell (édité par J. M. Debuck), Londres, 1931.
- The Poems of Robert Southwell S.J., (ed. par J. H. McDonald et N. P. Brown), Oxford, 1967.